# Pleine Vie
Pleine Vie est un magazine féminin mensuel français destiné à un public « senior » (retraité). Édité par Reworld Media depuis 2019, c'est le deuxième mensuel français toutes familles de presse confondues, avec 371 831 exemplaires vendus chaque mois en 2022-2023 (OJD), soit une chute de 30% des ventes depuis 2019 (530 804 exemplaires vendus).

## Historique
Pleine Vie a été créé en 1997 par Antoine Adam, fondateur des Éditions Taitbout, et Anne de Poncins, Rédactrice en chef. Le magazine a été racheté en 1999 par Emap France. En 2000, il devient premier magazine mensuel français avec 1,2 million exemplaires vendus chaque mois. En 2006, il est racheté par le groupe Mondadori France, filiale de l'éditeur italien Arnoldo Mondadori Editore (groupe Fininvest). Son principal concurrent est le mensuel Notre temps (Bayard Presse), diffusé à 533 295 exemplaires en 2022-2023 (OJD).

## Ligne éditoriale
Le magazine a récemment mis au point le concept de « Vitanova » pour décrire son lectorat essentiellement âgé de plus de 50 ans et féminin. Le terme, qui remplace celui de « senior », est censé refléter le dynamisme des retraités, en rapport avec l'allongement de l'espérance de vie en France. Le leitmotiv du magazine est de faire « rimer maturité et féminité ».

## Contenu éditorial
- Contenu comparable aux titres de la presse féminine : sujets beauté, mode, cuisine, décoration, voyage, conseils...
- Spécificité : le cahier Nouvelle vie s'intéresse aux rapports intergénérationnels, avec des rubriques couple, parents, enfants et petits-enfants.

## Diffusion
Le magazine affiche une diffusion France payée 2005-2006 : 921 288 exemplaires, essentiellement vendus par abonnement (88 %). Son lectorat est estimé à 3,25 millions de personnes. Le magazine est passé sous la barre du million d'exemplaires en 2005, après avoir culminé à 1,119 million en 2002.

### Sources
- « Pleine Vie, le féminin de la Vitanova », article paru sur le site Le Marché des seniors le 6 octobre 2006.
- « Les magazines destinés aux seniors cherchent à se rajeunir et à se féminiser sans se trahir », article de Pascale Santi paru dans Le Monde daté du 21 avril 2006.
- « Pleine Vie : une nouvelle formule plus optimiste pour ce magazine senior », article paru sur Senior Actu le 20 avril 2006.
- « Vitanova, la nouvelle femme de 50 ans et plus », article paru sur Senior Actu le 23 novembre 2005.
- « Pleine Vie vise le million d'exemplaires », article de Rita Mazzoli paru dans Marketing magazine le 1er avril 1999.